# Remebe
Remebe es un escritor de grafiti nacido en 1972 en España, en el barrio de Campamento, Madrid. Relacionado desde sus inicios con el llamado graffiti autóctono madrileño. Comenzó su actividad como Chulo, en 1985 como KUS Punk y desde 1989 escribe como Remebe, nombre con el que sigue firmando a día de hoy. En Madrid y alrededores pueden verse tanto obras antiguas como nuevas. Siempre ha mantenido una filosofía clara: dejar de forma repetitiva firmas y piezas sencillas en ubicaciones con buena visibilidad.
Fue el organizador de los homenajes al fallecido graffitero "Muelle" celebrados en Arganda del Rey en junio de 2003, y en Meco en julio de 2005 (ambas en la provincia de Madrid), reuniendo para la ocasión a los principales escritores coetáneos de Muelle, pintando 40 escritores de graffiti un muro de doscientos metros.

## Obra publicada
El 24 de abril de 2025 se publicó su primer libro, titulado Desde siempre, dejarse ver (Ediciones Fatcap, ISBN 978-84-949013-4-8), con prólogo de Javier Abarca, epílogo de Francisco Reyes e ilustraciones de Kike Blanco. La obra, de 292 páginas, recoge la trayectoria de Remebe como escritor de grafiti desde los años 80 hasta la actualidad, documentando su evolución personal, la evolución de la ciudad y el contexto del graffiti madrileño. Fue editado en Madrid y presentado en Grant Librería el 9 de mayo de 2025.
También ha escrito el prólogo del libro Desde el barrio, del escritor de graffiti Anteno, publicado el 11 de septiembre de 2025 por Ediciones Fatcap (ISBN 978-84-949013-6-2).

## Documentales y apariciones mediáticas
El 30 de mayo de 2025, Remebe participó en el documental de RNE titulado Dejarse ver: el juego del graffiti en la ciudad, emitido por Radio Nacional de España.
El 6 de julio de 2025, Remebe fue entrevistado en Radio Villalba (programa Kultura D-Mente) sobre su libro Desde siempre, dejarse ver, publicado en abril por Ediciones Fatcap. En la entrevista habló sobre sus inicios en el graffiti, su trayectoria y su paso por la Feria del Libro de Madrid.